# Station Legmeerpolder

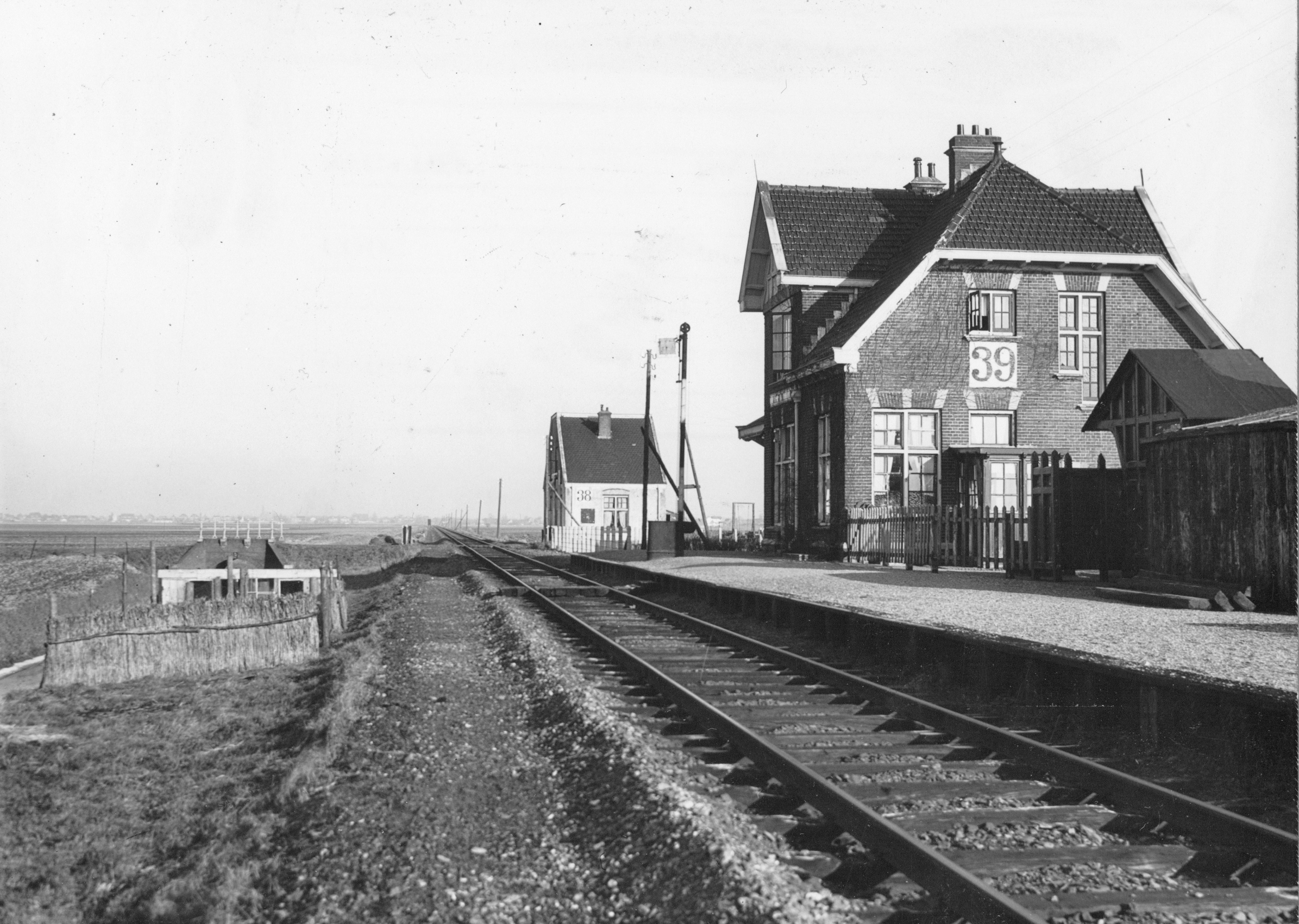
Station Legmeerpolder in 1950.

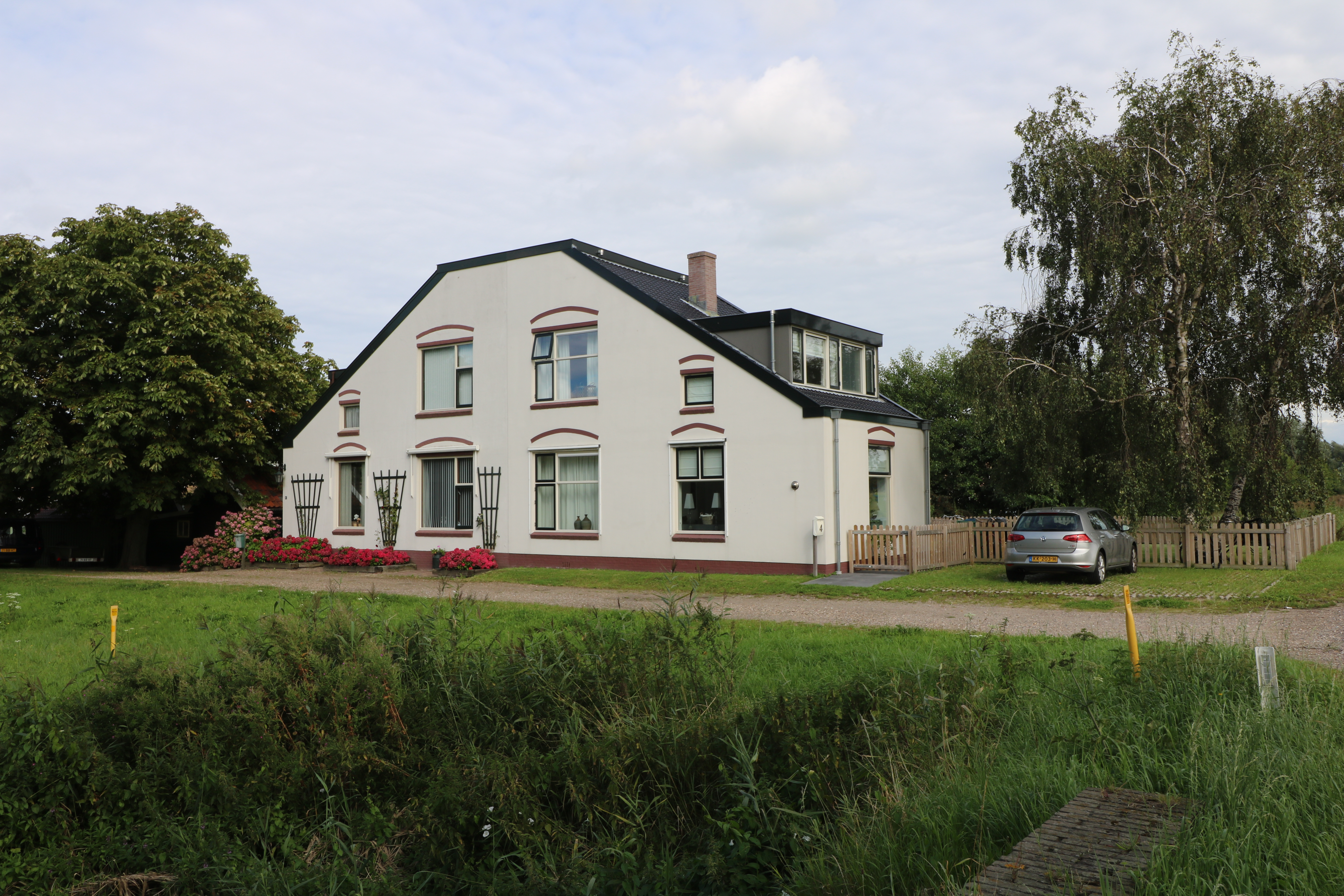
Voormalige wachterswoning nr. 38A en 38B bij het voormalige station Legmeerpolder; 2017.

Station Legmeerpolder (telegrafische code: lmp) is een voormalig treinstation aan de Nederlandse spoorlijn Bovenkerk - Uithoorn, destijds aangelegd en geëxploiteerd door de Hollandsche Electrische-Spoorweg-Maatschappij (HESM) als onderdeel van de Haarlemmermeerspoorlijnen.
Het station lag ten noorden van Uithoorn en ten zuiden van Bovenkerk ter hoogte van de kruisende weg die tegenwoordig de naam J.C. van Hattumweg draagt. Aan de spoorlijn werd het station voorafgegaan door station Bovenkerk en gevolgd door stopplaats Kanaalweg. Station Legmeerpolder werd geopend op 1 mei 1915 en gesloten op 3 september 1950. Bij het station was een stationsgebouw aanwezig van het stationstype HESM III dat in 1963 is afgebroken. Wel is de dubbele wachterswoning 38A en 38B nog aanwezig.

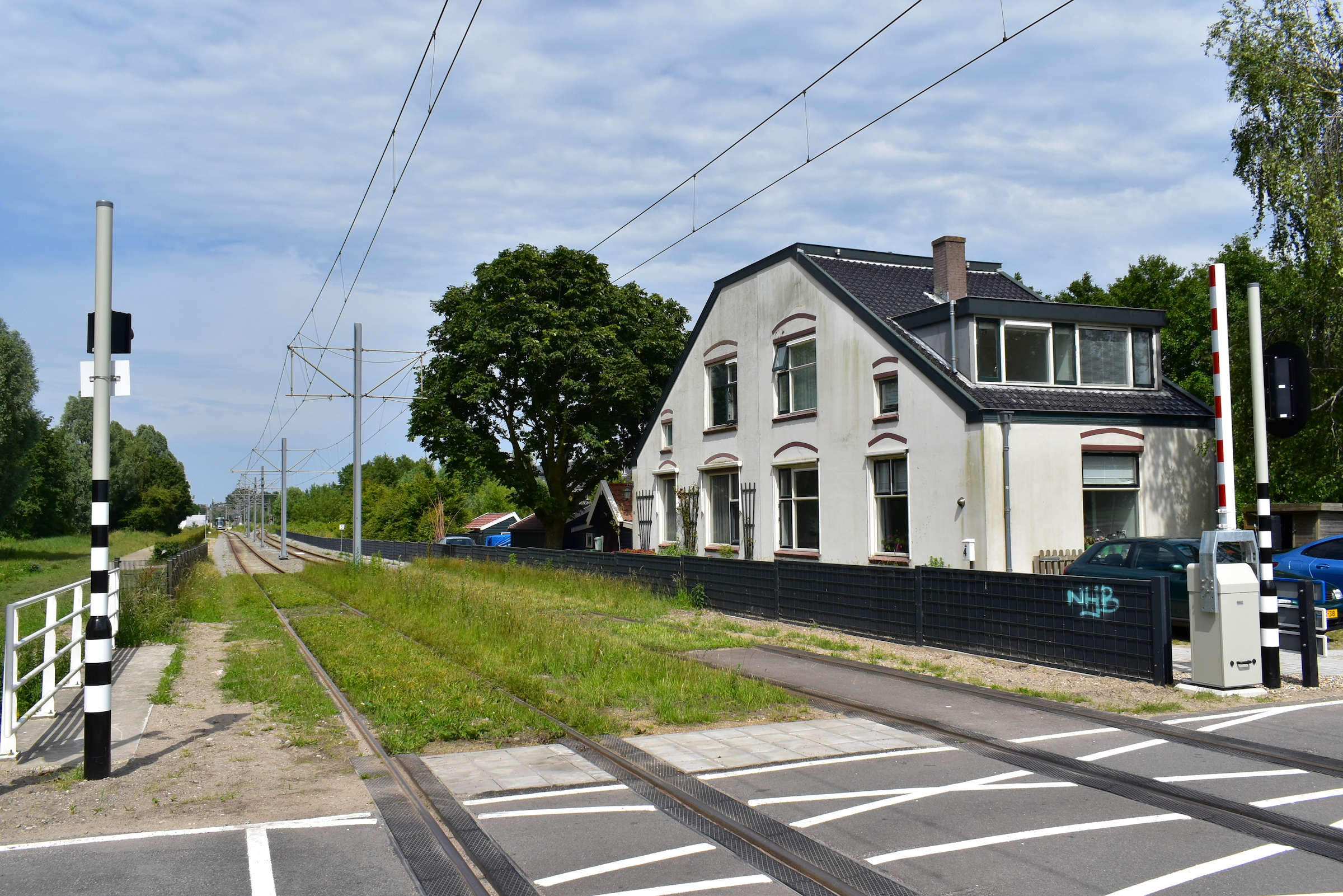
Baanwachterswoning, J.C. van Hattumweg 4, langs de Amsteltram; een herinnering aan de vroegere spoorlijn Amsterdam – Uithoorn; 20 juni 2024.

In 2020 werd net ten zuiden van het vroegere station een opstelterrein aangelegd voor de trams van GVB-lijn 25 (Amsteltram).
Vanaf 21 juli 2024 passeren de trams van lijn 25 op weg naar Uithoorn de nog steeds aanwezige voormalige wachterswoning.